# 보잉 720
보잉 720(영어: Boeing 720)은 보잉에서 개발한 4발 제트엔진의 여객기로 보잉 707 항공기를 기반으로 개발되었으며 동체 길이를 단축하여 항속거리를 증대시켰으며 1959년 11월 23일 첫 비행을 시작하였으며 1960년 7월 5일, 유나이티드 항공에 첫 인도되었다.

## 개발 역사
보잉사는 1957년, 기존 보잉 707 항공기를 개량한 새로운 항공기를 개발하고자 하였는데 707 계열 중 보잉 707-120을 기반으로 동체길이를 단축, 보다 길이가 짧은 활주로에서도 운용할 수 있도록 개발하기 시작하였으며 개발 당시에는 보잉 707-020으로 명명하였으나 추후 지금의 명칭으로 변경하였다. 기존의 707 계열과 뚜렷한 차이점은 동체길이를 2.54m, 8피트 4인치를 단축한 것이 특징이며 이에 따라 항속거리가 5,200km로 늘어났다. 기존의 보잉 707 항공기를 기반으로 개량한 항공기인 특성상, 시제기는 없었으며 1959년 11월 23일, 첫 비행을 실시, 1960년에 인증절차가 완료됨에 따라 유나이티드 항공에 처음으로 인도되었다.

## 디자인

### 날개
보잉 720 계열 항공기들은 모체인 보잉 707 항공기들보다 향상된 날개를 장착하였는데 날개 길이는 707 항공기들과 유사하나 차이점은 동체와 엔진 사이에 Wing root glove 시스템을 추가하여 운항 효율성을 증대시킨 것이 차이점이다.

### 동체
기존의 보잉 707 계열 항공기들은 날개 후방에 비상탈출구가 있었으나 동체길이를 줄인 영향에 따라 승객 수용량이 감소되면서 해당 사항은 도입측의 옵션사항으로 변경되었다.

### 엔진
항공기 엔진의 경우, 프랫 & 휘트니사의 프랫 & 휘트니 JT3C를 개량한 프랫 & 휘트니 JT3D를 장착하였는데 기존 C형에 비해 연료 소비를 감축시키며 고출력을 낼 수 있는 모델로서 해당 엔진을 장착한 항공기는 보잉 720B로 명명되었으며 일부 720 항공기의 경우 기존 C형 엔진을 개량하여 D형으로 장착을 하였다.

## 파생형
보잉 720
첫 모델로서 프랫 & 휘트니 JT3C 엔진을 장착한 항공기로 주요 운용사 중 하나인 이스턴 항공은 날개의 비상탈출구를 추가하여 운용하였으며 빠른 단거리 노선의 효율적인 운용을 위하여 브레이크 냉각 시스템을 추가하여 운용하였다.
보잉 720B
기존 보잉 720 항공기의 개량형으로서 초기 모델과 다르게 프랫 & 휘트니 JT3D 엔진을 장착하여 효율성을 증대시킨 형태로 아메리칸 항공의 경우는 기존의 보잉 720 항공기를 개조하여 보잉 720B형으로 운용하였다.

## 과거 운용사
| - 노스웨스트 항공 - 로열 요르단 항공 - 루프트한자 - 머스크 에어 - 벨리즈 항공 - 브래니프 국제항공 - 사우디아라비아 항공 - 아리아나 아프간 항공 - 아메리칸 항공 - 아비앙카 항공 | - 알래스카 항공 - 에어 링구스 - 에어 인터 - 에티오피아 항공 - 엘알 이스라엘 항공 - 올림픽 항공 - 웨스턴 항공 - 유나이티드 항공 - 이스턴 항공 - 중동항공 | - 컨티넨탈 항공 - 케냐 항공 - 트랜스월드 항공 - 파키스탄 국제항공 - 팬아메리칸 월드 항공 - 대한항공 - 에어로아메리카 |  |

## 제원사항

| 파생형             | 720                                                    | 720B                                                   |
| ------------------ | ------------------------------------------------------ | ------------------------------------------------------ |
| 운항 승무원 탑승수 | 3명 (기장, 부기장, 항공기관사)                         | 3명 (기장, 부기장, 항공기관사)                         |
| 승객 탑승수        | 131~137 (2개 클래스 적용 시) 156 (단일 클래스 적용 시) | 131~137 (2개 클래스 적용 시) 156 (단일 클래스 적용 시) |
| 동체길이           | 41.50m (136피트 2인치)                                 | 41.68m (136피트 9인치)                                 |
| 동체폭             | 3.76m (12피트 4인치)                                   | 3.76m (12피트 4인치)                                   |
| 날개길이           | 39.88m (130피트 10인치)                                | 39.88m (130피트 10인치)                                |
| 수직꼬리날개 높이  | 12.62m (41피트 5인치)                                  | 12.55m (41피트 2인치)                                  |
| 최대탑재중량       | 104t (229,300 파운드)                                  | 106.2t (234,300 파운드)                                |
| 기본중량           | 50.3t (110,800 파운드)                                 | 52.2t (115,000 파운드)                                 |
| 연료 탑재량        | 60,793ℓ (16,060 갤런)                                  | 61,058ℓ (16,130 갤런)                                  |
| 엔진 모델          | 프랫 & 휘트니 JT3C                                     | 프랫 & 휘트니 JT3D                                     |
| 추력               | 12,000 lbf (53.4 kN)                                   | 17,000–18,000 lbf (75.6–80.1 kN)                       |
| 최대상승고도       | 42,000 ft (12,802 m)                                   | 42,000 ft (12,802 m)                                   |
| 최대항속거리       | 2,800 nmi (5,200 km)                                   | 3,200 nmi (5,900 km)                                   |
| 최대이륙중량       | 9,000 ft (2,700 m)                                     | 6,500 ft (2,000 m)                                     |
| 최대착륙중량       | 6,200 ft (1,900 m)                                     | 6,300 ft (1,900 m)                                     |

1. ↑  131 passengers
2. ↑  156 passengers

## 같이 보기
- 보잉 707